# Patrick Lamotte
Patrick Lamotte (12 gennaio 1958) è un ex sciatore alpino francese.

## Biografia
Specialista delle prove tecniche originario di Courchevel, Lamotte in Coppa del Mondo ottenne il primo piazzamento il 25 marzo 1981 a Borovec in slalom speciale (12º), il miglior risultato il 9 gennaio 1982 a Morzine in slalom gigante (7º) e l'ultimo piazzamento l'8 marzo 1983 a Vail nella medesima specialità (12º); non prese parte a rassegne olimpiche né ottenne piazzamenti ai Campionati mondiali.

## Palmarès

### Coppa del Mondo
- Miglior piazzamento in classifica generale: 65º nel 1983

### Campionati francesi
- 1 oro (slalom gigante nel 1981)[senza fonte]